# Kolbuszowa
Kolbuszowa é um município da Polônia, na voivodia da Subcarpácia e no condado de Kolbuszowa. Estende-se por uma área de 7,49 km², com 9 075 habitantes, segundo os censos de 2019, com uma densidade de 1157,2 hab/km².